# Bernhard Hupfeld
Bernhard Hupfeld, auch Houpfeld und Huppfeld (* 24. Februar 1717 in Kassel; † 22. Januar 1796 in Marburg) war ein deutscher Komponist und Konzertmeister.

## Leben
Bernhard Hupfeld wurde als Sohn eines Hofbediensteten, zuletzt Hofschneiders, des Landgrafen Karl von Hessen-Kassel in Kassel geboren; sein Vater starb, als er neun Jahre alt war. Nachdem ihn seine Mutter im Singen hatte ausbilden lassen, wurde Hupfeld nach einer Prüfung durch den Hofkapellmeister Fortunato Chelleri 1729 als „Kapellknabe“ in die Fürstliche Hofkapelle in Kassel aufgenommen. Dort erhielt er eine vierjährige Ausbildung als Violinist beim schwedischen Musiker Johan Agrell, der damals „Hofmusikus“ des Prinzen Maximilian von Hessen-Kassel war und später „Director Chori Musici“ der Freien und Reichsstadt Nürnberg wurde. Von 1734 bis 1736 war Hupfeld als Begleiter eines schwedischen Grafen namens Horn auf Reisen in Wien mit Besuchen in Ungarn. Nach seiner Rückkehr nach Kassel studierte er bei Agrell Komposition.
Seine erste bedeutende Anstellung erhielt er 1737 als Musikdirektor beim Grafen von Sayn-Wittgenstein in Berleburg. Im Jahr 1740 verließ er Berleburg und wurde Kapellmeister beim Kaiserlichen Regiment Fürst Waldeck, wo er eine „Bande“ von zwölf Hautboisten dirigierte, für die er auch Kompositionen anfertigte. Er führte einen Trupp von Arolsen im Fürstentum Waldeck nach Ungarn zum Regiment, begleitete einen freigelassenen türkischen Gefangenen in die Türkei und nahm an acht militärischen Kampagnen in Böhmen, Bayern, Sachsen, Brabant, Holland und am Rhein teil. Nach dem Ende des Österreichischen Erbfolgekriegs 1748 wurde Hupfeld im Jahr 1749 wegen Auflösung der Musik-Banden bei den Kaiserlichen Regimentern ausgemustert. Hupfeld ging mit Einverständnis seines Fürsten nach Italien, um sich dort im Violinspiel und in der Komposition weiter ausbilden zu lassen.
Nach seiner Rückkehr 1751 nach Arolsen wurde Hupfeld Direktor der Fürstlichen Waldeckischen Kapelle; 1753 wechselte er als Konzertmeister und Musikdirektor an den Hof des Grafen zu Sayn-Wittgenstein-Berleburg. Als im Jahr 1775 dort seine Dienste eingespart werden mussten, bewarb sich Hupfeld an der Universität Marburg auf die vakant gewordene Stelle des „Universitäts-Musicus“, die er am 19. Dezember auch erhielt; zugleich behielt er den Titel eines – nunmehr landgräflichen – Konzertmeisters. Zu seinen Schülern an der Universität gehörte u. a. Hans Adolph Friedrich von Eschstruth.

## Ehe und Nachkommen
Bernhard Hupfeld war seit 1750 verheiratet. Seine Frau Elisabeth war eine geborene Dausch (auch: Dauschin) aus Jungbunzlau in Böhmen. Mit ihr hatte er elf Kinder, von denen zehn länger lebten. Der Theologe und Orientalist Hermann Hupfeld ist ein Enkel.

## Werke
Von Bernhard Hupfelds bezeugtem kompositorischen Werk ist nur Weniges im Druck erschienen, jedoch sind zahlreiche Kompositionen handschriftlich in verschiedenen Archiven überliefert worden.
Gedruckt erschienen sind u. a.:
- Six aisés Solos pour le Violon & Basse continue. Op. 1. J. J. Hummel, Amsterdam
- Six aisés Trios pour deux Violons & Basse. Op. 2. J. J. Hummel, Amsterdam
- Six Sinfonies a 2 Violons, Taille & Basse, 2 Hautbois & 2 Cors ad libitum. Op. 3. J. J. Hummel, Amsterdam
- Concerto a Flauto conc. 2 Violini, Viola & Basso, 2 Corni. J. J. Hummel, Amsterdam
- Drei Klaviersonaten in den Œuvres melées. Hafner, Nürnberg

## Einzelnachweis
1. ↑  Vgl. bspw. die Zusammenstellung in Renate Schusky: Die Fürstlich zu Bentheim-Tecklenburgische Bibliothek in Rheda. Heidelberg: Winter 1984 (Beiträge zur Geschichte der Literatur und Kunst des 18. Jahrhunderts 9), S. 49.

| Personendaten    | Personendaten                          |
| ---------------- | -------------------------------------- |
| NAME             | Hupfeld, Bernhard                      |
| ALTERNATIVNAMEN  | Houpfeld, Bernhard; Huppfeld, Bernhard |
| KURZBESCHREIBUNG | deutscher Komponist und Konzertmeister |
| GEBURTSDATUM     | 24. Februar 1717                       |
| GEBURTSORT       | Kassel                                 |
| STERBEDATUM      | 22. Januar 1796                        |
| STERBEORT        | Marburg                                |